# Scuola omicidi
 Scuola omicidi (Well-Schooled in Murder) è un romanzo di Elizabeth George, pubblicato nel 1990.  Si tratta del terzo romanzo della giallista statunitense.
Well-Schooled in Murder è stato tradotto in molte lingue, tra le quali il russo, il cinese, il giapponese.

## Trama
Lynley è immerso nel lavoro anche di domenica; cerca così di eludere la sofferenza che prova per la lontananza dell'amica Lady Helen. Accanto a lui anche Barbara Havers vuole sfuggire alla pena che prova per il declino dei suoi genitori. D'improvviso Lynley riceve la visita di un ex compagno di scuola, John Corntel, insegnante in una scuola privata assai prestigiosa: la Bredgar Chambers. Secondo Corntel, un alunno del primo anno, Matt Whateley, è sparito senza lasciare tracce e nessuno si è accorto della cosa fino alla mattina, quando i genitori di Matt hanno scoperto che il figlio era irreperibile. A scuola si era creduto che fosse andato ospite a casa di un compagno, Harry Morant, ma a Harry avevano detto che Matt si trovava in infermeria, per un'indisposizione imprevista.
Poco dopo avviene l'impensabile: Deborah St. James, da tempo lontana da casa per una serie di servizi, rinviene il cadavere nudo e seviziato di un bambino in un cimitero. Avvertita la polizia, si giunge a scoprire che si tratta del piccolo Matt, benché il ritrovamento sia assai lontano dalla scuola, addirittura in un'altra contea. A Lynley viene subito assegnato il caso, per cui si reca l'indomani con Havers alla scuola. Questa si trova in un sito isolato, dal quale è difficile raggiungere anche il più vicino paese. L'ambiente è molto esclusivo sul piano sociale, ma non sfuggono ai due investigatori numerosi segni di decadenza e lassismo.
Nella scuola, Lynley e Havers incontrano il direttore (Alan Lockwood, che si preoccupa oltremodo di evitare scandali), molti alunni e docenti. Emerge che Matt era titolare di una borsa di studio, proposta da Giles Byrne, membro del Consiglio di Amministrazione e padre di uno studente; però era diffusa l'idea che altri avrebbero meritato l'ammissione più di Matt. Il giorno della scomparsa del ragazzo, il venerdì pomeriggio, molti alunni erano partiti per varie destinazioni: ritorno a casa, uscita per tornei sportivi, quindi la scuola era semideserta e chi doveva sorvegliare non aveva espletato correttamente il compito. In primo luogo John Corntel, che aveva passato il tempo con l'insegnante di chimica Emilia Bond; in seconda battuta due alunni dell'ultimo anno, Brian Byrne, prefetto della casa dove era alloggiato Matt e Chas Quilter, capo prefetto della scuola, entrambi andati a una festa.
Nel mare di reticenze e omertà, affiora però un elemento: un'amica di Matt, estranea alla scuola, chiama la polizia per consegnare una cassetta ricevuta in custodia. Il ragazzino era riuscito a registrare degli atti di violenza sul compagno Harry Morant e, non volendo fare la spia ma solo difendere l'amico, aveva dato a Chas un duplicato del nastro. Ciò porta a incastrare Clive Pritchard, alunno dei più grandi, tristamente famoso per le sue soperchierie. Eppure il ragazzo si difende sostenendo che non ha ammazzato Matt, non l'ha neppure toccato. Mentre Pritchard è piantonato in camera, in attesa di venire rispedito a casa, in paese avviene un'aggressione a danno di Jeannie Bonnamy, figlia di un colonnello invalido, dal quale Matt si recava tutte le settimane per tenergli compagnia e giocare a scacchi.
Il colonnello aveva già informato la polizia di un'origine anglo-cinese di Matt e la cosa sembrava una fantasia; emerge però che Matt era stato adottato a sei mesi per interessamento di Giles Byrne, che aveva offerto anche alla famiglia adottiva l'iscrizione a Bredgar. Jeannie riaccompagnava a scuola il bambino dopo ogni visita e l'ultima volta erano stati in ritardo, con la prospettiva di una sanzione. Ora, il tentativo di mettere a tacere la donna complica ulteriormente la già intricata vicenda. I sospetti si stringono intorno a Chas Quilter, ma non si comprende quale motivo avesse di uccidere Matt, tanto più di torturarlo; eppure anche Chas ha qualche segreto inconfessabile, dato che viene trovato impiccato nel cimitero dove era stato gettato Matt.
L'esame della stanza di Quilter rivela che il ragazzo faceva ricerche sulla Sindrome di Apert. Chas era un ragazzo bellissimo e dotato in tutto e Lynley ha un'intuizione. Con facilità trova la ragazza di cui Chas era innamorato e la fa parlare: i due adolescenti hanno avuto in quei giorni un piccino, affetto appunto dalla sindrome di Apert e, oltre a mille altri problemi, Chas rischia l'espulsione. Egli stava tornando da una visita alla ragazza che aveva appena partorito, quando, in ritardo, era stato visto da Matt e Jeannie. Ma neppure Chas è l'autore di omicidi e aggressioni, anzi si è impiccato usando due cravatte, opposte nei colori, dalle quali Lynley trova il bandolo della matassa.
Tornato a scuola, Lynley trova il preside con Giles Byrne. L'uomo non si aspetta che stiano per interrogare proprio suo figlio, con cui non intrattiene rapporti da anni. Quando viene introdotto Brian, il padre cerca di impedire qualsiasi domanda e di chiamare un avvocato, ma il ragazzo, maggiorenne, si oppone e, quando Lynley ricostruisce i fatti, Brian annuisce. Deve ammettere anche di essere daltonico, tratto che aveva in comune con Matt. A questo punto il padre non resiste e lascia la stanza. Lynley svela al ragazzo che Matt era suo fratello e Brian risale con facilità a un trauma infantile che aveva segnato la fine del rapporto tra i suoi genitori.
Non aveva cinque anni, quando la madre aveva sedotto un diciassettenne, Eddie Hsu, studente di Bredgar che passava le vacanze in casa Byrne. Poi si era fatta cogliere sul fatto dal marito, per umiliare entrambi. Eddie, convinto di essersi disonorato e di avere imperdonabilmente offeso il suo ospite, si era tolto la vita e in seguito, la madre aveva dato alla luce un figlio che Giles, essendone padre legale, aveva prudentemente dato in adozione. Non per questo Matt è stato ucciso, tantomeno torturato: solo per compiacere e legare a sé Quilter e Pritchard, salvando il primo dall'espulsione e mettendo il secondo in condizione di vendicarsi per la registrazione. Ora la rovina è sicura per tutti e sarà il giudice a stabilire il prezzo di tanta scelleratezza.

## Personaggi
- Thomas Lynley, ispettore di Scotland Yard, celibe. In questo libro soffre per la lontananza di Lady Helen e per il continuo riaffiorare di ricordi dell'adolescenza, trascorsa nella scuola di Eton.
- Barbara Havers, sergente di Scotland Yard, costantemente al fianco di Lynley. Nella sua complicata vita, progredisce il declino della madre e avviene la morte del padre.
- Simon Alcourt St. James, molto presente nell'indagine, nella sfera privata vede la giovane moglie allontanarsi da lui, a causa di successive interruzioni spontanee di gravidanze.
- Lady Helen Clyde, nel libro sta compiendo un viaggio in Grecia, dal quale rientrerà alla fine, per i funerali del padre di Havers.
- Deborah, si trova fuori casa, quando entra inopinatamente in relazione con l'omicidio che avvia l'indagine. Fa di tutto per isolarsi dal marito, ritenendosi colpevole di non riuscire a portare a termine le gravidanze.
- Alan Lockwood, preside della Bredgar Chambers, scuola privata del West Sussex, destinata ad alunni maschi tra i 13 e i 18 anni e ad allieve nell'ultima classe.
- John Corntel, insegnante di letteratura inglese a Bredgar ed ex compagno di Lynley a Eton.
- Emilia Bond, insegnante di chimica a Bredgar
- Matthew Whateley (Matt o Mattie), tredici anni, alunno di Bredgar; è per metà cinese, ma non lo sa, come ignora di essere stato adottato; è anche daltonico
- Kevin e Patsy Whateley, genitori adottivi di Matt; di umile estrazione, il padre è intagliatore di lapidi e la madre lavora in un hotel
- Harry Morant, allievo del primo anno, amico di Matt e, in quanto neoarrivato, vittima di alcune gravi sopraffazioni
- Chas Quilter, allievo dell'ultimo anno e capo dei prefetti della scuola; dotato in tutto, anche di una bellezza celestiale
- Clive Pritchard, alunno dell'ultimo anno, noto per gli scherzi di pessimo gusto e per altre azioni inaccettabili
- Colonnello Bonnamy, irascibile invalido, riceve le visite di studenti volontari per fargli compagnia, ma è andato d'accordo solo con Matt.
- Jeannie Bonnamy, figlia del colonnello, va a prendere Matt e lo riporta a scuola per le visite al padre.
- Brian Byrne, allievo dell'ultimo anno e prefetto nella "Casa" dove è alloggiato Matt; ragazzo difficile, in costante ricerca di approvazione e affetto
- Giles Byrne, padre di Brian, membro del Consiglio di amministrazione di Bredgar, molto presente a scuola ma in cattivi rapporti con l'unico figlio
- Edward Hsu (Eddie), dotato studente cinese, legato a Giles Byrne e morto suicida circa quattordici anni prima della vicenda narrata nel libro

## Edizioni in italiano
- Elizabeth George, Scuola omicidi, Sonzogno, Milano 1991
- Elizabeth George, Scuola omicidi, Sonzogno Mystery, Milano 1991
- Elizabeth George, Scuola omicidi, Club, Milano 1992
- Elizabeth George, Scuola omicidi, Fabbri, Milano 1994
- Elizabeth George, Scuola omicidi: romanzo, traduzione di Sofia Mohamed, Longanesi, Milano 2005
- Elizabeth George, Scuola omicidi: romanzo, Mondolibri, Milano 2005
- Elizabeth George, Scuola omicidi, SuperPocket, Milano 2006
- Elizabeth George, Scuola omicidi: romanzo, traduzione di Sofia Mohamed, TEA, Milano 2007

## Premi e riconoscimenti
Nel 1990 il libro ha vinto la prima edizione del premio letterario tedesco MIMI.

## Adattamenti televisivi
Il romanzo ha ispirato l'omonimo episodio, secondo della prima stagione,  della serie televisiva The Inspector Lynley Mysteries, trasmesso l'8 aprile 2002